# Spoorlijn Galanta – Leopoldov
De spoorlijn Galanta – Leopoldov (lijn nummer 133) is een geëlektrificeerde dubbelsporige lijn in het westen van Slowakije.
Haar waarde ligt vooral in het feit dat ze een aaneenschakeling vormt van twee andere belangrijke lijnen: de spoorlijnen 120 en 130. Lijn 133 laat toe het zwaar belaste spoorwegknooppunt Bratislava te omzeilen.

## Geschiedenis
De lijn werd in dienst gesteld als volgt:
- Galanta - Sereď:	1 november 1883
- Sereď - Leopoldov: 	20 juli 1885.

De totstandkoming van dit spoor betekende voor het goederenverkeer een aanzienlijke verkorting van het traject tussen de steenkoolrijke regio Ostrava (Opper-Silezië) en de toenmalige Oostenrijks-Hongaarse hoofdstad Boedapest.
De lijn was aanvankelijk aangelegd met slechts één spoor en werd op dubbelspoor gebracht tussen 1909 en 1910. 
In 1979 werd ze geëlektrificeerd van Galanta tot Sereď ; het traject tussen Sereď en Leopoldov volgde vijf jaar later, in 1984.

## Treindienst
Voor passagiers rijden er lokale treinen:
- van Galanta naar Bratislava (lijn 130),
- van Galanta naar Sereď - Trnava - Senica en Kúty (lijn 116),

en vice-versa.
Het traject tussen Sereď en Leopoldov (lijn 133) wordt sedert december 2012 niet meer wordt benut voor lokale reizigerstreinen. De verbinding tussen deze gemeenten wordt verzekerd met een overstap in Trnava.

## Stations op de lijn

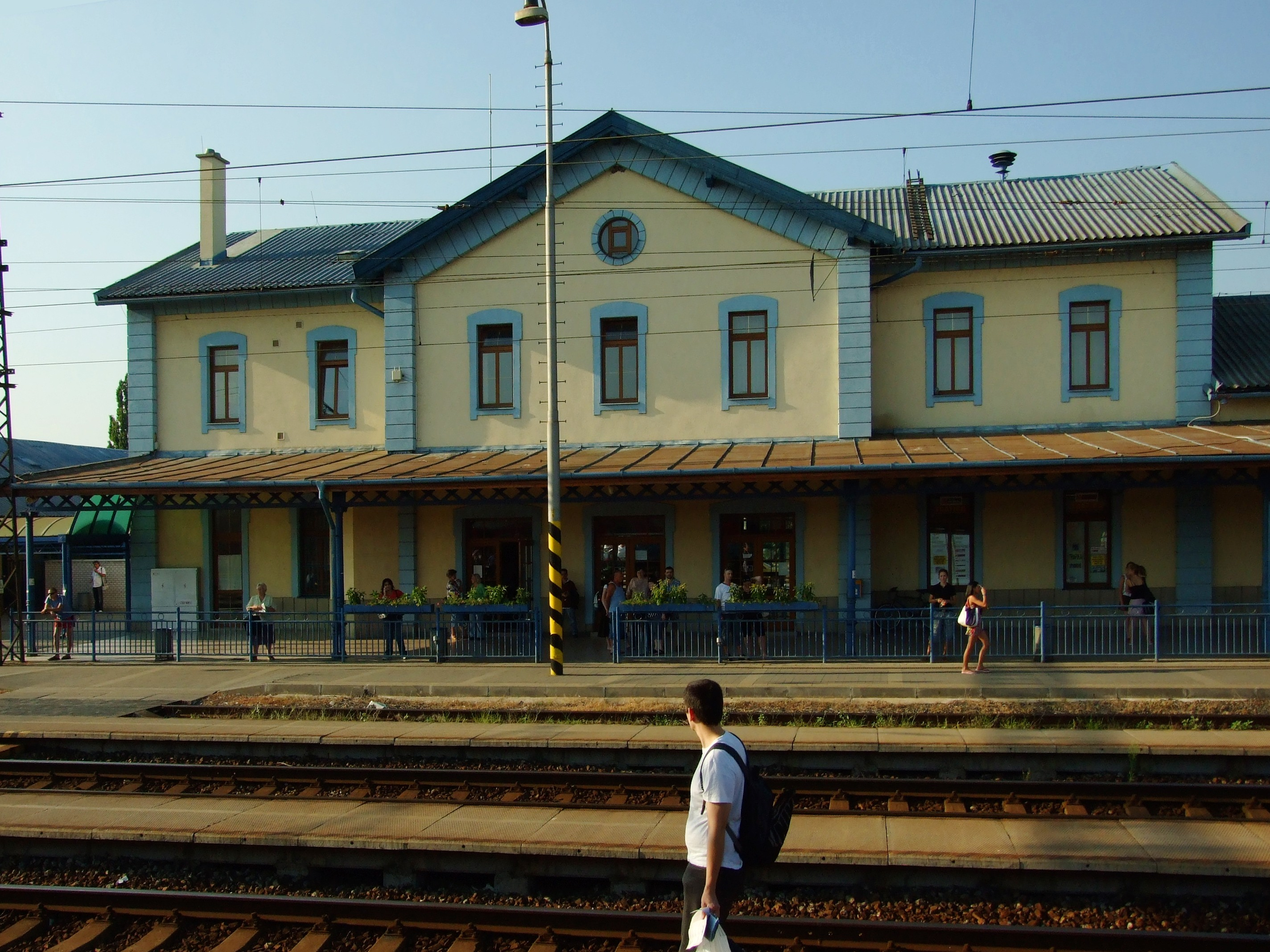
Station Galanta (2009)

De lijn bedient de volgende stations (s) en haltes:
- Galanta (s)
  - vertakking met lijn 130 (Bratislava – Štúrovo)
- Gáň (s)
- Sereď (s)
  - vertakking naar Trnava
- Šúrovce
- Siladice (s)
- Leopoldov (s)
  - vertakking met lijn:
    - 120 (Bratislava – Žilina) en
    - 141 (Leopoldov – Kozárovce)